# Радиохромски филм
Радиохромни филм  врста је филма који се саморазвија и који се обично користи за тестирање и карактеризацију радиографске опреме као што су компјутеризовани скенери и радиотерапијски каблови. Филм садржи премаз који мења боју када је изложен јонизујућем зрачењу, што му омогућава да карактерише ниво изложености и профил зрака.
За разлику од рендгенског филма, овај филм је неосетљив на видљиву светлост (што олакшава руковање) и није му потребан процес развијања па се резултати могу добити скоро тренутно.

## Механизам
За медицинску дозиметрију  гафхромски дозиметријски филм (...) је вероватно најшире коришћени комерцијални производ.  Неколико типова гафхромског филма се продаје са различитим својствима. Један тип, МД-55, састоји се од слојева полиестерске подлоге са лепљеним слојевима активне емулзије (дебљине приближно 16 μм). Активни слој се састоји од поликристалног, супституисаног диацетилена, а промена боје настаје услед „прогресивног додавања 1,4-транса као поликоњугације дуж лествице полимерних ланаца“.
Активна компонента радиохромних филмова су диацетиленски мономери који полимеризују при зрачењу. Полимеризација чини филмове све тамнијим са апсорбованом дозом. Промене у видљивом спектру апсорпције могу се мерити равним скенером. Вредности пиксела скенирања се конвертују у дозе помоћу софтвера за анализу радиохромског филма. Дакле, дозиметријски систем за дозиметрију радиохромног филма обично се састоји од радиохромних филмова, равног скенера и софтвера за анализу филма.

## Употреба
Радиохромни филмови су у општој употреби од касних 1960-их, иако је њихов општи принцип познат још од 19. века.
Радиохромски филмови имају много примена у радиологији и терапији зрачењем.
Радиохромски филмови се интензивно користе у радиологији и терапији зрачењем јер имају одличну просторну резолуцију, блиску еквивалентност воде,  и слабу енергетску зависност. Штавише, могу се потопити у воду, могу се сећи, не захтевају хемијску обраду и представљају ниску осетљивост на видљиву светлост.  
Радиохромни филм може пружити информације високе просторне резолуције о дистрибуцији зрачења. У зависности од технике скенирања, може се постићи субмилиметарска резолуција.

### Дозиметрија
За разлику од многих других типова детектора зрачења, радиохромски филм се може користити за апсолутну дозиметрију где се информације о апсорбованој дози добијају директно.  Обично се скенира, на пример коришћењем стандардног скенера са равним лежиштем, да би се обезбедила тачна квантификација оптичке густине, а тиме и степена експозиције. Такође показало се да гафхромски филм даје мерења тачна до 2% у дозама од 0,2–100 Gy.